# Mendiga
 (novembre 2024).
Si vous disposez d'ouvrages ou d'articles de référence ou si vous connaissez des sites web de qualité traitant du thème abordé ici, merci de compléter l'article en donnant les références utiles à sa vérifiabilité et en les liant à la section « Notes et références ».
Mendiga est une freguesia portugaise située dans le District de Leiria.
Avec une superficie de 20,01 km2 et une population de 1 016 habitants en 2001, la paroisse possède une densité de 50,8 hab/km2.